# Philotrypesis palmata
Philotrypesis palmata är en stekelart som beskrevs av Joseph 1954. Philotrypesis palmata ingår i släktet Philotrypesis och familjen fikonsteklar. Inga underarter finns listade i Catalogue of Life.